# Sport Club Corinthians Paulista
SC Corinthians Paulista, bildad 1 september 1910.

## Historia
Klubben bildades av arbetare och klubbens förste ordförande var skräddare, att jämföra med vad som typiskt på denna tid då ledarna så gott som undantagslöst hämtades ur överklassen i Rio de Janeiro och São Paulo. Efter en tidig storhetstid från 1920-talet och fram till 1950-talet sjönk klubben tillbaka. Under 1960-talet och 1970-talet vann klubben mycket få titlar.
Klubben har vunnit 28 São Paulo-mästerskap och blivit brasilianska mästare 7 gånger. Klubben är känd för sina passionerade anhängare och i semifinalen i brasilianska cupen 1976 reste mer än 70 000 av lagets supportrar från São Paulo till Rio de Janeiro för att se laget spela mot Fluminense.

## Spelare

### Spelartruppen
| Nr | Land      | Pos | Namn                        |
| -- | --------- | --- | --------------------------- |
| 2  | Brasilien | F   | João Pedro (lån från Porto) |
| 4  | Brasilien | F   | Gil                         |
| 5  | Brasilien | MF  | Gabriel                     |
| 6  | Brasilien | F   | Lucas Piton                 |
| 7  | Brasilien | A   | Luan                        |
| 8  | Brasilien | MF  | Renato Augusto              |
| 10 | Brasilien | A   | Willian                     |
| 11 | Brasilien | MF  | Giuliano                    |
| 12 | Brasilien | MV  | Cássio                      |
| 15 | Brasilien | MF  | Paulinho                    |
| 19 | Brasilien | A   | Gustavo Silva               |
| 22 | Brasilien | MV  | Carlos Miguel               |
| 23 | Brasilien | F   | Fagner                      |
| 24 | Colombia  | MF  | Víctor Cantillo             |
| 25 | Brasilien | A   | Felipe Augusto              |

| Nr  | Land      | Pos | Namn                          |
| --- | --------- | --- | ----------------------------- |
| 26  | Brasilien | F   | Fábio Santos                  |
| 28  | Brasilien | MF  | Adson                         |
| 29  | Brasilien | MF  | Roni                          |
| 31  | Brasilien | MF  | Gustavo Mantuan               |
| 32  | Brasilien | MV  | Matheus Donelli               |
| 33  | Brasilien | F   | João Victor                   |
| 34  | Brasilien | F   | Raul Gustavo                  |
| 36  | Brasilien | MF  | Ruan (lån från Metropolitano) |
| 37  | Brasilien | MF  | Du Queiroz                    |
| 38  | Brasilien | MF  | Gabriel Pereira               |
| 39  | Brasilien | MF  | Xavier                        |
| 44  | Brasilien | MF  | Luis Mandaca                  |
| 77  | Brasilien | A   | Jô                            |
| 123 | Brasilien | A   | Róger Guedes                  |

### Kända spelare
Se också Spelare i Sport Club Corinthians Paulista
- Carlos Tévez
- Javier Mascherano
- Branco
- Cris
- Dida
- Dunga
- Garrincha
- Gilmar
- Mirandinha
- Alexandre Pato
- Roberto Carlos
- Ricardinho
- Roberto Rivelino
- Ronaldo
- Sócrates
- Deco
- Marcos Senna

## Meriter
- Världsmästerskapet i fotboll för klubblag (2): 2000 och 2012.
- Copa Libertadores (1): 2012
- Brasiliansk mästare (7):  1990, 1998, 1999, 2005, 2011, 2015, 2017
- Brasiliansk cupmästare  (3): 1995, 2002, 2009
- São Paulo mästare (30): 1914, 1916, 1922, 1923, 1924, 1928, 1929, 1930, 1937, 1938, 1939, 1941, 1951, 1952, 1954, 1977, 1979, 1982, 1983, 1988, 1995, 1997, 1999, 2001, 2003, 2009, 2013, 2017, 2018, 2019